# Christopher O'Shea
Christopher (Chris) O'Shea (Kent, 1 oktober 1992) is een Engels acteur. Hij speelde in diverse films en series, waaronder Patriots Day, You en Riverdale.

## Filmografie

### Film
- 2002: Harry Potter and the Chamber of Secrets, als klant in boekwinkel
- 2009: Dead Hungry, als Brad
- 2015: Con, als Dickie
- 2016: Patriots Day, als Patrick Downes
- 2017: Alaska Is a Drag, als Kyle
- 2018: A Simple Wedding, als Alex Talbot
- 2019: Exit Strategy, als Shane
- 2020: Modern Persuasion, als Tyler Pratt
- 2022: Lucid, als Spencer

### Televisie
- 2014: Baby Daddy, als Philip
- 2015: Point of Honor, als Robert Sumner
- 2016-2017: Madam Secretary, als Jareth Glover
- 2017: Me, Myself and I, als Duane
- 2017: Chinese Burn, als Ollie
- 2017-2018: Gone, als Noah
- 2020: The Rookie, als officier Chris Rios
- 2021: You, als Andrew Tucker
- 2021: Magnum P.I., als Oliver Kent
- 2022: Riverdale, als Percival Pickens